# Seder Olam Zuta
Das Seder Olam Zuta (die kleine Weltchronik, hebr. סדר עולם זוטא) ist eine nach 700 von einem anonymen Verfasser erstellte altjüdische Chronik-Schrift, enthaltend eine Liste von 89 Generationen von Abraham bis zum Exil und dann bis zum Ende der talmudischen Zeit.
Das Hauptinteresse des Autors galt dem Amt des Exilarchen bzw. polemisch der Delegitimierung der Exilarchen nichtdavidischer Herkunft.